# Melchor José Ramos
Melchor José Ramos Font (Santiago de Chile, 3 de enero de 1805-Perú, Jauja; 19 de abril de 1832) fue un literato y estadista chileno.

## Primeros años de vida
Fueron sus padres el comerciante portugués Antonio Joaquín Ramos Pereira y la señora Juana Josefa Font Azaola. Hizo sus primeros estudios en el convento de Santo Domingo, recibiendo lecciones de gramática latina de Frai Maquilla (1814-1816). Poco después fue enviado a Lima a seguir una carrera en la Universidad de San Marcos, regresando a Chile en 1823. Durante su permanencia en la ciudad de los virreyes, cursó ramos superiores en el Colegio de San Fernando, denominado después de la Independencia, dirigido por el canónigo don Francisco Javier Luna Pizarro, arzobispo más tarde de Lima, que estuvo proscrito en Chile.

## Regreso al país
A su regreso a Santiago, Ramos se incorporó al Instituto Nacional. Estudió ramos de derecho y ciencias sociales y políticas. Fue miembro fundador de la sociedad organizada por Lozier en 1825 en el Instituto. Ramos introdujo en el país la taquigrafía y fue profesor de esa asignatura en el Instituto.
Colaboró en 1826 en El Redactor de la Educación con estudios de meteorología. Contribuyó a la reforma del primer Silabario que se escribió en el país por Diego Thompson. En 1826 fue nombrado inspector del Instituto Nacional. Fue taquígrafo del Congreso en 1825. En 1826 fundó, asociado a don Bruno Larrain, el periódico titulado El Correo Mercantil e Industrial, el cual se llamó más tarde Correo Mercantil, Político y Literario. En este periódico Ramos propuso al Gobierno una enseñanza comercial superior para la juventud. A pesar de su juventud, se manifestó un verdadero maestro y publicista.

## Vida pública
En 1827 fundó el periódico político El Cometa, del que fue redactor, sosteniendo la política del general Ramón Freire y del general Pinto, es decir, del liberalismo. En ese mismo año fue nombrado oficial mayor del Ministerio del Interior. Habiendo cesado la publicación de El Cometa, a causa de una polémica personal entablada por El Verdadero Liberal, Ramos fundó el periódico La Clave, que redactó durante dos años, siendo ese período de su labor literaria y periodística el más considerable de su carrera pública. Puede considerarse a Melchor José Ramos uno de los precursores y fundadores más ilustres del periodismo nacional. Una de sus más nobles ocupaciones en la prensa, aparte de la defensa de los derechos políticos, fue la de estudiar y hacer conocer los libros que se lograba introducir en el país para difundir el gusto por la lectura y fomentar la ilustración en la sociedad.
El Presidente Pinto lo nombró Ministro del Interior cuando apenas contaba veintidós años, reconociendo su talento y la elevación de su carácter. Desde su tribuna de La Clave, influía en la dirección de todos los poderes públicos. En El Independiente, de 1828, publicó un artículo sobre educación, criticando la enseñanza de los colegios católicos.
En este año fue elegido diputado al Congreso Constituyente por el departamento de San Fernando, habiendo suscrito la Constitución promulgada por el Presidente general Francisco Antonio Pinto. Se distinguió como orador parlamentario, combatiendo la ley de abolición de libertad de ejercicio de derechos de los extranjeros. Espíritu independiente, anhelaba la libertad y pertenecía al partido liberal unitario. Era un apóstol del comercio libre y tenía predilección por la iniciativa propia del pueblo y los ciudadanos.
En 1829, fue prosecretario del Estado, del Presidente Francisco Ramón Vicuña. Tomó una participación activa en la política de ese agitado período político, demostrando integridad y noble abnegación por sus principios.

## Últimos años de vida
Desterrado al Perú en 1830, falleció en Jauja, el 19 de abril de 1832. Su vida no ha sido conocida de sus conciudadanos, permaneciendo en el olvido durante 55 años, hasta que el libro póstumo de Miguel Luis Amunátegui dedicado a su memoria.